# 29 км (роз'їзд)
29 кіломе́тр — залізничний роз'їзд Кримської дирекції Придніпровської залізниці на електрифікованій лінії Острякове — Євпаторія-Курорт між станціями Ярка (10 км) та Саки (7 км). Розташований неподалік села Червоне Евпаторійського району Автономної Республіки Крим.

## Пасажирське сполучення
На роз'їзді 29 км зупиняються приміські електропоїзди сполученням Євпаторія — Сімферополь / Солоне Озеро.